# Теба (Росія)
Те́ба (рос. Теба) — селище у складі Міждуріченського міського округу Кемеровської області, Росія.

## Населення
Населення — 706 осіб (2010; 770 у 2002).
Національний склад (станом на 2002 рік):
- росіяни — 90 %